# Tot coses bones
Tot coses bones (anglès: All Good Things) és una pel·lícula nord-americana de drama romàntic i suspens dirigida per Andrew Jarecki i protagonitzada per Ryan Gosling i Kirsten Dunst. La pel·lícula està inspirada en la vida de Robert Durst. Ha estat doblada al català.
Va ser filmada entre abril i juliol de 2008 a Connecticut i Nova York. El tràiler oficial va ser estrenat el 14 d'octubre de 2010 i la pel·lícula va ser finalment estrenada el 3 de desembre de 2010 amb un llançament limitat.
The New York Times va informar que a Robert Durst li va agradar la pel·lícula.

## Argument
A la dècada de 1970, David Marks (Gosling), el fill d'un magnat de béns arrels, es casa amb una bella estudiant de classe treballadora, Katie McCarthy (Dunst). Junts, se'n van de la ciutat per a una vida de camp a Vermont - només per ser atrets de tornada pel pare de David.
Després del seu retorn, Katie torna a la facultat de medicina, tractant d'entendre els canvis d'estat d'ànim de David i la manca de voluntat de tenir fills. Mentre que ella es converteix cada vegada més independent, David misteriosament es torna més violent i controlador. Els secrets de la família són revelats lentament quan Katie desapareix sense deixar rastre. Anys més tard, quan la millor amiga de David acaba morta, el cas de 20 anys s'obre novament, amb David com el principal sospitós, i els secrets foscos de la família Marks aplanen el camí a una veritat inquietant. Cas de la vida real, actualment l'assassí serial tindria 74 anys.

## Repartiment
- Ryan Gosling com a David Marks
- Kirsten Dunst com a Katie Marks
- Frank Langella com a Sanford Marks
- Kristen Wiig com a Lauren Fleck
- Philip Baker Hall com a Malvern Bump
- Diane Venora com a Janet Rizzo
- Lily Rabe com a Deborah Lehrman
- Nick Offerman com a Jim McCarthy
- Liz Stauber com a Sharon McCarthy

## Producció
El guió de Tot coses bones va ser escrit per Marcus Hinchey i Marc Smerling com una narrativa basada lliurement en les experiències de la vida real de Robert Durst, un hereu de béns arrels la primera dona, Kathleen McCormack, va desaparèixer en 1982. El títol de la pel·lícula, All Good Things, és una referència a la botiga de salut del mateix nom feta per Durst i McCormack en la dècada de 1970. Després que el guió estigués completat i Andrew Jarecki havia estat d'acord en dirigir la pel·lícula, Ryan Gosling va acceptar per protagonitzar i Kirsten Dunst també en negociacions per a finals de gener de 2008. a principis d'abril, Frank Langella estava en negociacions finals amb els productors de la pel·lícula per unir-se. Poc després, The Weinstein Company va tancar l'acord per distribuir la pel·lícula, i el pressupost de la pel·lícula es va fixar en $ 20 milions.
La filmació va començar a l'abril a Nova York i diverses ubicacions a Connecticut, on van ser triades per "l'incentiu fiscal, ubicacions escèniques" proporcionades pel estat. El rodatge a Lillinonah Drive a Brookfield, Connecticut va començar a principis de maig, en una casa davant al costat. Cinc ubicacions a la Universitat de Fairfield van ser utilitzades per a diverses escenes en una setmana de filmació. El set es va traslladar a Carl Schurz Park, Nova York, breument abans a tornar a Connecticut.Tres escenes van ser gravades a Canal Street, Shelton, Connecticut, el 30 i 31 de maig després que la llicència de rodatge de l'equip de filmació per a les escenes va ser completada menys d'una setmana per endavant. Molta de la filmació de Canal Street enfocava "les característiques fortes i industrials" de l'àrea, mentre altres tocs com eliminar grafits van ser hechos.Una escena d'un minut va ser gravada en un pont en el Riu Housatonic. Les escenes van ser gravades a la Ruta 7 en Gaylordsville, Connecticut, el 3 de juny. L'endemà, la filmació va començar a Waterbury, Connecticut. El Hospital de Sant Raphael va ser utilitzat com a ubicació el 6 de juny. El set de pel·lícula a l'hospital va ser construït en un sòl vacant programat per a ser renovat, i va dur una setmana per preparar pels diseñadores. La filmació després va tornar a Brookfield, Connecticut, i es va gravar durant dos dies al Centre Comunitari Ridgefield - en Ridgfield, Connecticut.
Jarecki, que prèviament va produir i va dirigir el documental Capturant els Friedman, va dir que fer Tot coses bones "era menys que voler fer un llargmetratge de ficció enfront d'un documental i més sobre els mèrits d'aquest particular projecte." Va gravar "centenars d'hores d'imatges" de persones reals relacionades amb la història veritable de Robert Durst, dient que "era part del procés. Potser acabarà en el DVD algun dia."

## Llançament
La pel·lícula va ser feta per estrenar-se el 24 de juliol de 2009. A la primavera de 2009, la pel·lícula es va retardar. El rumor era que The Weinstein Company no podia llançar la pel·lícula a causa de problemes financers. No obstant això, un coneixedor de The Weinstein Company va dir que, "la pel·lícula és realment fort. Necessitàvem més temps per completar-la." Poc després, la pel·lícula es va llançar l'11 de desembre de 2009, només per ser endarrerida novament per temps indefinit. The Weinstein Company va llançar la seva pròxima pel·lícula, amb Tot coses bones enlistada per llançar-se en el 2010. Aquesta mai es materializó. El març de 2010, el director Andrew Jarecki, va comprar els drets distributius als Estats Units i estava buscant un nou distribuïdor per a la pel·lícula. The Weinstein Company encara té els drets internacionals, com també drets de televisió per cable.A partir del 24 d'agost de 2010, Magnolia Pictures ha adquirit els drets nord-americans per a la pel·lícula i li va donar a la pel·lícula una estrena per cinemes el 3 de desembre de 2010.

### DVD
La pel·lícula va ser llançada en DVD i Blu-ray el 29 de març del 2011.

## Crítiques
Tot coses bones va tenir crítiques mixtes dels crítics. En Rotten Tomatoes, la pel·lícula té una qualificació de 33% amb una puntuació mitjana de 5.5 / 10 basat en 26 crítiques. El consens va ser: "És ben actuada, i la història veritable que la inspira ofereix molt drama - que és per això que és tan frustrant que Tot coses bones és tan clixé i ambiguament frustrant." Kirsten Dunst i Ryan Gosling han estat elogiats de les seves actuacions. Roger Ebert va premiar la pel·lícula amb tres estrelles i mitja de quatre i va dir, "No entenc a David Marks després de veure aquesta pel·lícula, i no sé si Andrew Jarecki ho fa.

## Història real
Quan la pel·lícula es va estrenar no s'havia provat en la justícia la culpabilitat de Robert Durst en cap dels assassinats que aquesta li atribueix. No obstant això, recentment Robert Durst va ser arrestat amb una ordre judicial per homicidi per la seva implicació en tres assassinats a conseqüència de la seva pròpia confessió mentre rodava un documental sobre la seva vida. Encara que no se sap si era conscient d'estar sent gravat en el moment que ho va dir, va declarar "els vaig matar a tots".